# Казе Порчелета (Ђенова)
Казе Порчелета је насеље у Италији у округу Ђенова, региону Лигурија.
Према процени из 2011. у насељу је живело 45 становника. Насеље се налази на надморској висини од 175 м.